# Mega Man Zero
Mega Man Zero, i Japan Rockman Zero (ロックマン ゼロ Rokkuman Zero?), är det första spelet i Mega Man Zero-serien Den femte serien om Capcoms Mega Man. Spelet lanserades den 26 april 2002 i Japan som det första Mega Man-plattformsspelet till Game Boy Advance. Det släpptes senare i Nordamerika 9 november 2002 och i Europa 26 november samma år.
I spelet har en karaktär med namnet "Zero" fått huvudrollen, serien utspelar sig cirka 100 år efter Mega Man X serien då han väckts ur sin djupa sömn och tydligen har det hela förändrat hans utseende drastiskt.